# Francis Amuzu
Francis Amuzu (ur. 23 sierpnia 1999 w Akrze) – belgijski piłkarz pochodzenia ghańskiego grający na pozycji prawoskrzydłowego. Od 2015 jest zawodnikiem klubu RSC Anderlecht.

## Kariera klubowa
Swoją karierę piłkarską Amuzu rozpoczynał w juniorach takich klubów jak: SK Heffen (2007-2008), KV Mechelen (2008-2015) i RSC Anderlecht (2015-2017). W 2017 roku awansował do kadry pierwszego zespołu Anderlechtu. Swój debiut w belgijskiej ekstraklasie zanotował 22 grudnia 2017 w wygranym 1:0 domowym meczu z KAS Eupen. W 25. minucie tego meczu zdobył pierwszą bramkę w barwach Anderlechtu.
| Sezon   | Klub           | Kraj   | Rozgrywki       | Mecze | Gole |
| ------- | -------------- | ------ | --------------- | ----- | ---- |
| 2017/18 | RSC Anderlecht | Belgia | Eerste klasse A | 11    | 1    |
| 2018/19 | RSC Anderlecht | Belgia | Eerste klasse A | 30    | 1    |
| 2019/20 | RSC Anderlecht | Belgia | Eerste klasse A | 20    | 3    |
| 2020/21 | RSC Anderlecht | Belgia | Eerste klasse A | 35    | 2    |

## Kariera reprezentacyjna
Amuzu jest młodzieżowym reprezentantem Belgii. Ma za sobą występy na szczeblach U-19 i U-21. Z tą drugą wystąpił na Mistrzostwach Europy U-21 w Piłce Nożnej 2019.